# Дома Варваци
Дома Варваци —  ряд зданий в городе Таганроге, принадлежавшие в своё время российскому дворянину греческого происхождения Ивану Андреевичу Варваци и его семье. 
Семья Комнино-Варваци в разное время владела в городе Таганроге разными домами, расположенными по адресам: Петровская, 46; Греческая, 62; Греческая. 59; Итальянский переулок, 58; Николаевская, 53 и др. Некоторые здания были куплены членами семьи и перестроены, некоторые построены при их участии. Иван Андреевич Варваци (настоящая фамилия ― Леонтидис) жил в Таганроге с 1814 года.
Фамилия Варваци стала производной от его прозвища ― «Варвакис», которое дали ему его друзья по борьбе против турецкого ига. Будучи не только смелым и самоотверженным воином,но и трудолюбивым и честным предпринимателем, снискавшим всеобщее признание, он активно занимался благотворительной деятельностью. На его средства был построен Иерусалимский греческий монастырь, на строительство которого Варваци пожертвовал 600 тысяч рублей и ещё 60 тысяч на его содержание. На пожертвованные им деньги в Таганроге существовал дом призрения для бедных на 12 коек и богадельня на 8 коек.
С течением времени менялись названия улиц, на которых находились дома, принадлежащие Варваци, и номера домов.

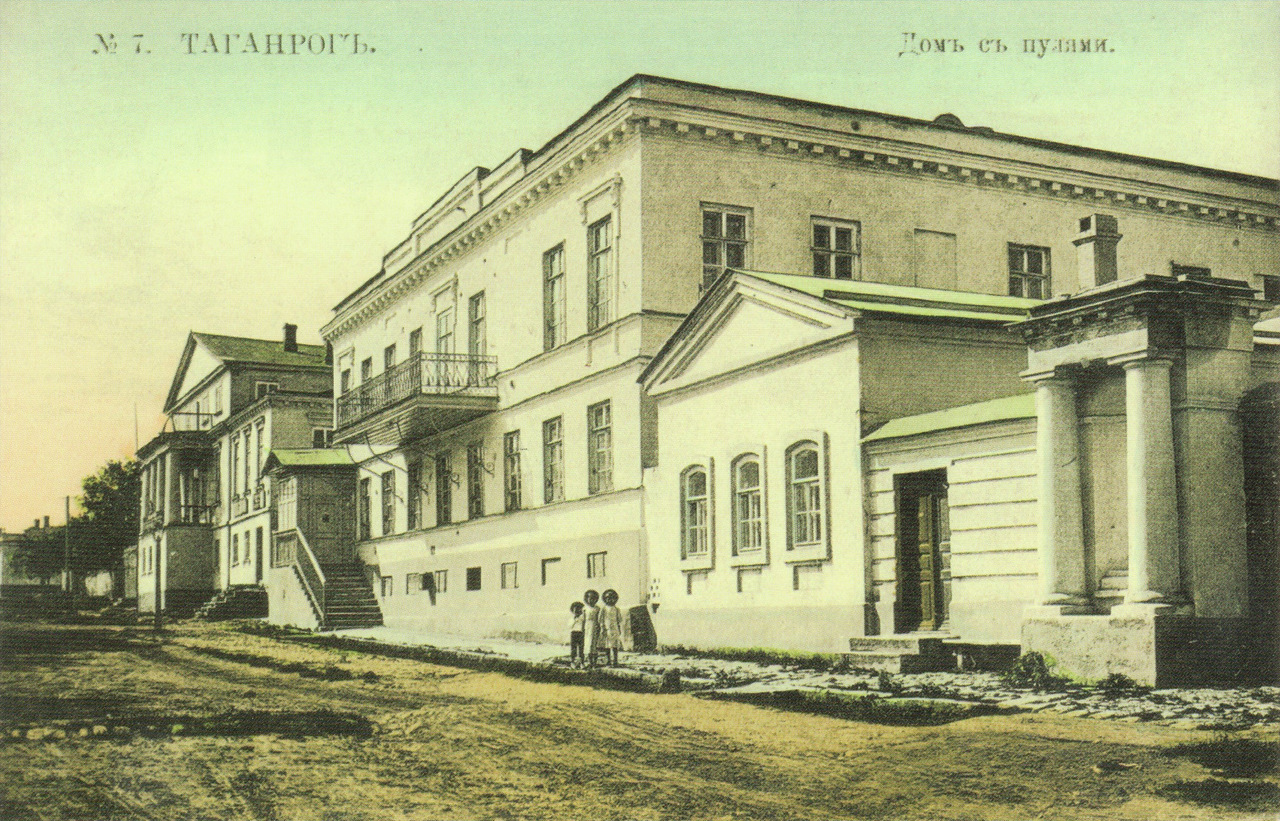
«Дом с пулями»

- Здание на ул. Мало-Греческая, 7 или ул. им. Шмидта,19. Горожане называли «дом с ядрами и пулями» из-за многочисленных пуль и ядер, которые застряли в его стенах со времён осады Таганрога. Так,п ри обстреле города в 1855 году англо-французской эскадрой в стенах этого здания остались 32 ядра, а также множество пуль и осколков, которые при последующем восстановлении города были оставлены на месте в память о героической обороне Таганрога. Рядом с домом находился сад, который выходил на Греческую улицу[1]. С 1903 по 1910 год в доме располагалось коммерческое училище. Дом не сохранился.
- Здание на ул. Петровская, 153. В 1812 году здание с землей было куплено И. А. Варваци у помещицы Екатерины Федоровны Шауфус в окрестностях Таганрога в балке Малая Черепаха. В 1820 году, перед отъездом в Грецию, он пожертвовал это имение городу для устройства в нем городской больницы и богадельни. К этому деревянному дому примыкали пятнадцать десятин земли,а также фруктовый сад,мельница и колодец.В этом доме 18 октября 1837 открыли больницу[2]. Больничный комплекс располагался по адресу: ул. Петровская, 113. Позже,  в связи с изменением нумерации домов, здание получило адрес: ул. Петровская, 153. В начале XX века в больнице было 100 кроватей для больных, в заразном отделении имелось 2 палаты мужских и 2 женских на 70 больных и 30 мест. С 1920-х годов, после установления советской власти, бывшая «Больница богоугодных заведений» получила название «2-я советская больница». К началу 1935 года больница стала специализироваться как женская лечебница и роддом.

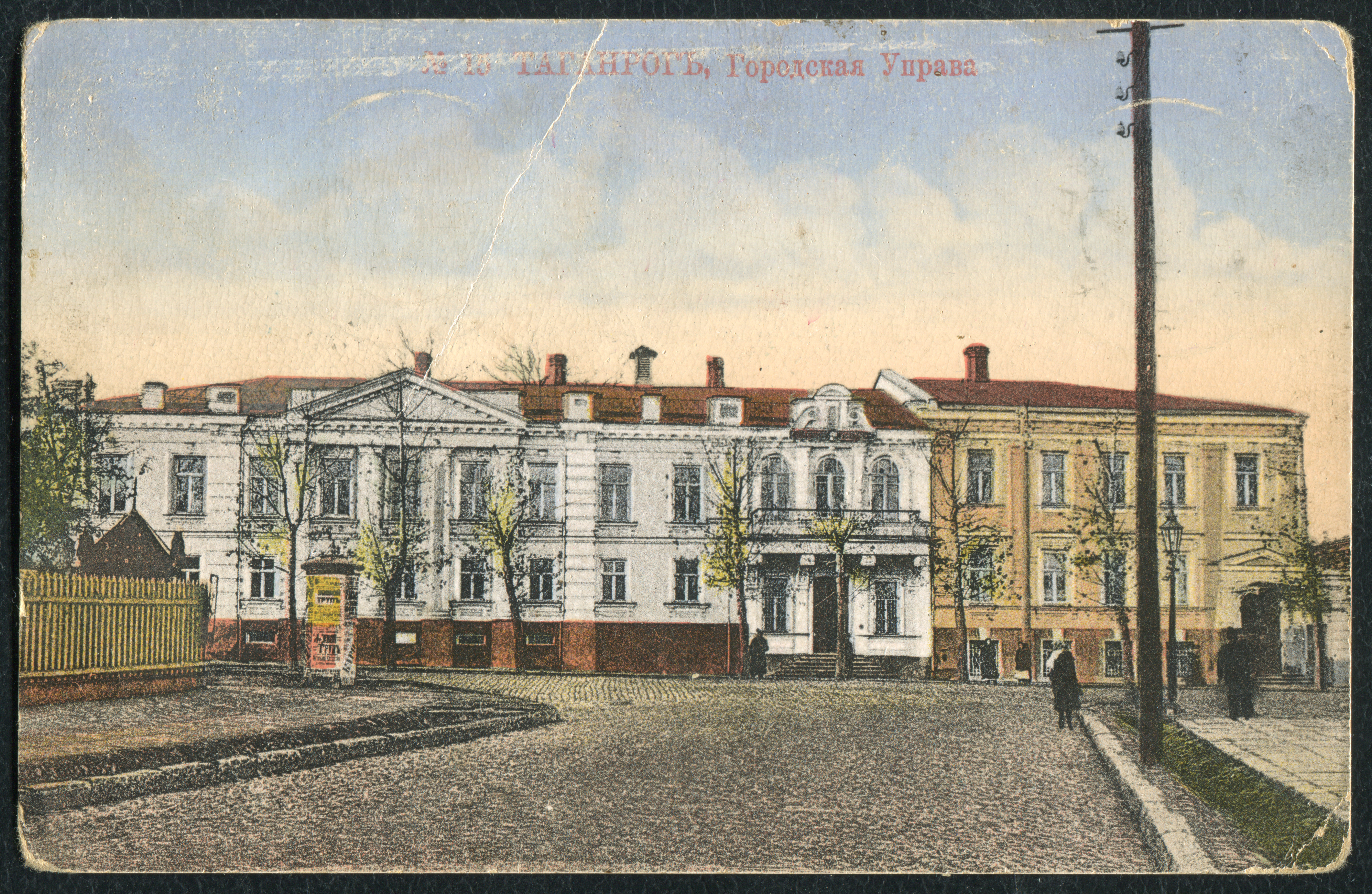
Здание Городской Управы

- Здание на ул. Петровской, 87. Трехэтажное здание с четырехугольными колоннами, построено в 1830-х годах купцом Д. Петрококино. В конце 1880-х годов оно было приобретено помещиком К. Н. Комнено-Варваци и капитально перестроено. С 1907 по 1920 годы в здании находилась городская Управа, в пореформенный период (с 1810 года) ставшая главным исполнительным органом городского самоуправления. С 1909 по 1914 год в одной из комнат разместился городской музей с картинной галереей. С 17 января по 1 февраля 1918 года здание занимал Совет рабочих депутатов г. Таганрога. С приходом в город немцев в мае 1918 года, а затем деникинских войск, городская Управа вновь вернулась в это здание. После восстановления советской власти дом занял Военно-революционный комитет, с 10 января до июня 1920 года являвшийся главным органом городской власти. Затем здесь размещались разные заведения — профсоюзный клуб, Дом работников просвещения, Автомотоклуб. В конце 1935 года здание передали городскому Дворцу пионеров и школьников.

- Здание на ул. Греческой, 76. Одноэтажное здание с венецианскими окнами и лепным орнаментом. Здание является памятником истории и культуры. Здание построено в 1840-е годы греком Вафея в направлении эклектики.
- Здание на ул. Греческой 85.  Построено около 1860 года. Является образцом жилой архитектуры города. Этот двухэтажный дом построен в стиле провинциального классицизма.
- Здание на ул. Петровской, 70 построено в 1840 году в стиле юно-русской классики. Потолки в этом двухэтажном здании расписывали итальянские живописцы.
- Здание на пер. Антона Глушко, 8. Построено Иваном Варваци в 1840 году.Это был на то время единственный заселенный дом в пустующем переулке. Высотой в полтора этажа, с пятью окнами на высоком фундаменте и с полуколоннами в воротах[3]. Известен как дом купчихи Анны Дикикаки, которая купила его в конце 1860. В 1920-е годы во дворе дома находилась государственная шорницкая фабрика «Седло», принадлежавшая Совнархозу. В свое время доме жил основатель музея имени Антона Чехова Михаил Михайлович Андреев-Туркин.